# Czystka tożsamości
Czystka tożsamości to termin używany do opisu strategii, stosowanej przez Serbów wobec ludności albańskiej Kosowa w czasie wojny w 1999. W jej ramach siły bezpieczeństwa konfiskowały wszystkie dokumenty tożsamości uciekającej z prowincji ludności. Celem strategii było zablokowanie powrotu do prowincji ludności, która z niej wcześniej uciekła. Brak dokumentów tożsamości powodował, że powracających można było oskarżyć o to, że nie są rdzennymi mieszkańcami Kosowa, a Albańczykami z sąsiadujących państw – Albanii i Macedonii. Było to możliwe, gdyż wszystkich Albańczyków w regionie łączy wspólny język albański, Serbów zaś język serbsko-chorwacki. W ten sposób wiele osób można było pozbawić obywatelstwa istniejącej wówczas Republiki Jugosławii.
Ponadto, w Kosowie stosowano również taktykę niszczenia dokumentów archiwalnych, zawierających informacje o datach i miejscach narodzin i śmierci obywateli prowincji, którymi zarządzały informacje państwowe. Taktykę tę nazywa się nieraz czystkami archiwalnymi.
Działania te zostały potępione przez liczne postępowania Trybunału Zbrodni Wojennych w Hadze, które podjęto po interwencji NATO.

## Czystka tożsamości (historycznej)
W szerszym znaczeniu termin ten można odnosić także w odniesieniu do działań mających na celu zafałszowanie historii regionu poprzez usunięcie z jego obszaru pozostałości kultury materialnej świadczących o jego historycznej przynależności do pokonanej strony. Takie działania od roku 1999 obserwuje się także na obszarze Kosowa, gdzie albańscy nacjonaliści niszczą zabytki sztuki prawosławnej (serbskiej) w celu udowodnienia autochtoniczności własnego osadnictwa (w rzeczywistości sięgającego dopiero XVIII w.). Innym przykładem podobnych działań mogą być kroki podejmowane przez władze komunistyczne na ziemiach wschodniej Polski pomiędzy rokiem 1948 a 1989 oraz zachodniej Ukrainy w okresie rządów ZSRR (niszczenie świątyń katolickich i prawosławnych utożsamianych z narodowością polską i ukraińską).